# THE BAYS
THE BAYS（ザ・ベイス）は、横浜DeNAベイスターズが運営する、スポーツを軸にした複合施設である。ベイスターズの本拠地である横浜スタジアムから、通りを1本隔てた隣接地に位置する。

## 歴史
大阪に本社を置く日本綿花（現：双日）は1918年（大正7年）に横浜出張所を開設し、生糸の取引を開始した。第一次世界大戦後は、敵国財産として政府の管理下にあったドイツのアーレンス商会の、山下町に所在した事務所・倉庫を譲り受け横浜支店として使用していたが、1923年の関東大震災で焼失した。震災後は横浜公園近くの現在地に新たな横浜支店を建設した。第二次世界大戦後は進駐軍により接収され、物資集散拠点として使用された。1954年（昭和29年）に日本政府が買収。1960年（昭和35年）より事務所棟が関東財務局、1964年（昭和39年）からは倉庫棟が労働基準局の庁舎として使用された。1993年（平成5年）に両庁舎が横浜第二合同庁舎に移転したあと、1997年（平成9年）から横浜地方裁判所建て替えのため仮庁舎となる。2003年（平成15年）に横浜市が取得し、2005年（平成17年）8月から12月にかけて横浜トリエンナーレの拠点、2006年（平成18年）4月から2010年3月までは文化・芸術の創造拠点「ZAIM」として活用された。2014年8月からプロポーザル方式による旧事務所棟部分の活用事業者の公募が行われ、有隣堂グループによる、書店を中核とした提案や、東急不動産によるクリエイターのインキュベーション施設など9者の応募から、スポーツとクリエイティブを組み合わせた提案を行った横浜DeNAベイスターズが選定された。

## THE BAYS
本施設は、隣接する横浜公園および横浜スタジアム、横浜市庁舎移転後の跡地活用や横浜文化体育館の再整備を見据えた「横浜スポーツタウン構想」の主要な拠点の一つとなる。
2017年1月12日、横浜DeNAベイスターズは施設名称を「THE BAYS」とする旨を発表した。この名称には、横浜スポーツタウン構想の基地（BASE）、横浜DeNAベイスターズ (BAYSTARS)、横浜港 (BAY) などの意味が込められている。
1階には「Lifestyle Shop +B（プラス・ビー）」と「Boulevard Cafe &9（アンド・ナイン）」がある。「Lifestyle Shop +B」は横浜スタジアムから移転したショップであり、単に応援グッズにとどまらない、日常生活で使えるアパレルや日用品を販売している。「Boulevard Cafe &9」では球団の青星寮で若手選手に提供しているカレーライスや、ベイスターズオリジナル醸造のクラフトビールなどを販売。主催試合開催時には店内でライブビューイングが行われる。2階の「CREATIVE SPORTS LAB」は、主にクリエイティブ企業や大学の研究室、個人のクリエイターなどが使用するシェアオフィスとなっている。地下のスポーツスタジオ「ACTIVE STYLE CLUB」では、“観るスポーツ”であるプロ野球に対し“自ら行うスポーツ”の拠点として、dianaによるキッズチアリーディングプログラムや一般向けフィットネスプログラムが実施されている。このほか3階は会議室と多目的スタジオ、4階は球団事務所として使われる。

## 建築

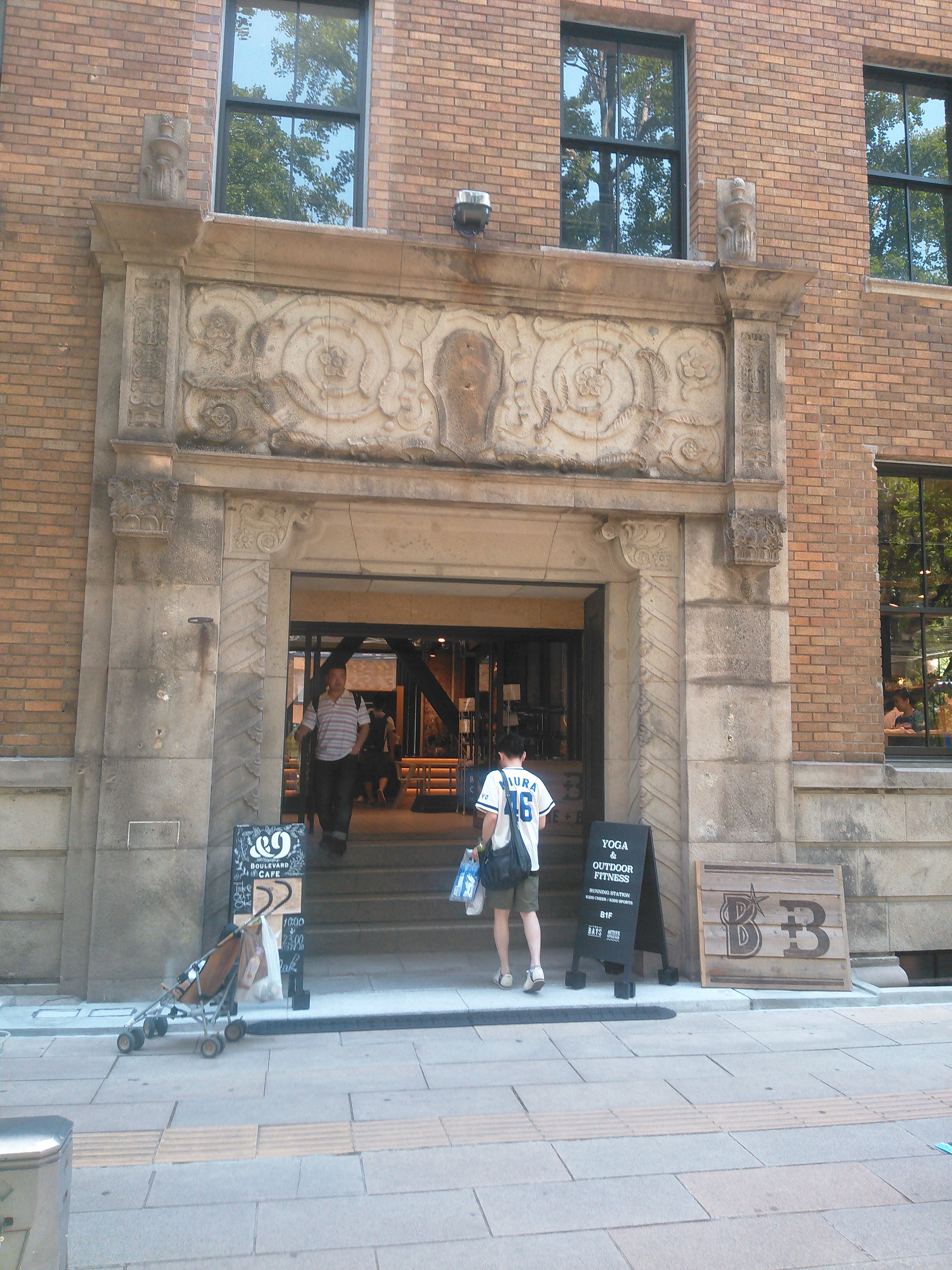
日本大通りに面したエントランス。この写真では分かりにくいが、左右の垂直の突起部の下端に小さなペガサスの彫刻がある。

近畿地方を中心に数多くの商業ビルを手掛けた渡辺節による設計で、渡辺が携わった作品としては横浜に残る唯一の建物である。正面右下の礎石には「MCMXXVII A.D」とローマ数字で刻印されており、1927年には外構が出来上がっていたと推測される。外壁は、水平方向に削りを入れたスクラッチタイルで仕上げられている。近い時期に建てられた神奈川県庁本庁舎や横浜地方裁判所も褐色のタイルで仕上げられており、昭和初期の建築の流行であったことが窺える。横浜公園側から見て右手の4階建の倉庫棟の最上部と左手の事務所棟の3階の高さがほぼ同じであり、外観を整えるため事務所棟の3階と4階の間にコーニス（水平方向の石の突起）が設けられている。日本大通りに面したエントランスの柱頭には小さなペガサス像が刻まれている。最頂部のコーニスの、ロンバルディア帯と呼ばれる小さなアーチ状の装飾も特徴的である。建物内には、水洗トイレや暖房設備も備えられていた。
旧事務所棟部分は、2013年11月15日に横浜市指定有形文化財に指定された。